# Charles Francis Jenkins
Charles Francis Jenkins (Dayton, 22 agosto 1867 – Washington, 6 giugno 1934) è stato un inventore statunitense.
Era un pioniere del cinema, anche se ha usato la meccanica piuttosto che le tecnologie elettroniche. Le sue imprese Charles Jenkins Laboratories e Jenkins Television Corporation (la società viene fondata nel 1928, i laboratori hanno ottenuto la prima licenza di televisione commerciale negli Stati Uniti). Sono stati oltre 400 brevetti a Jenkins, molti per le sue invenzioni relative a vari film e la televisione.

## Biografia
Jenkins è nato a Dayton, Ohio, cresciuto vicino a Richmond, Indiana, dal padre Amasa Jenkins e sua madre Mary Ann Jenkins, dov'è andato a scuola, alla Washington nel 1890, dove ha lavorato come stenografo.
Ha iniziato a sperimentare con i film del cinema nel 1891, e alla fine ha lasciato il lavoro e si concentrò pienamente sullo sviluppo del proprio proiettore cinematografico, il Phantoscope. Come riportato il Richmond Telegram, il 6 giugno 1894, Jenkins andò nel Richmond per mostrare ai suoi genitori, amici e giornalisti un gadget che aveva lavorato per due anni. Si sono riuniti presso il negozio di gioielli cousin's jewelry store nel centro di Richmond e guardarono il primo film proiettato davanti al pubblico. Era la prima proiezione di un film annaspato con la luce elettrica davanti al pubblico, ma è stato anche il primo film con il colore. Ogni frame è stato faticosamente colorato a mano.
Al Bliss Electrical School, a Washington, ha incontrato il suo compagno di classe Thomas Armat, e insieme hanno migliorato il design. Hanno fatto una proiezione pubblica al Cotton States e International Exposition di Atlanta nel 1895 e, successivamente, si sono litigati su questioni relative ai brevetti. Questo Phantoscope è stato modificato da Jenkins e Armat ed è stato brevettato il 20 luglio 1897. Jenkins alla fine ha venduto il suo interesse per il proiettore a Armat. Armat successivamente ha venduto i diritti a Thomas Edison, che hanno commercializzato il proiettore con il nome di Vitascope. È stato con questo proiettore che Edison ha cominciato le proiezioni pubbliche nei teatri di vaudeville d'immagini filmate in movimento, con ingresso a pagamento.

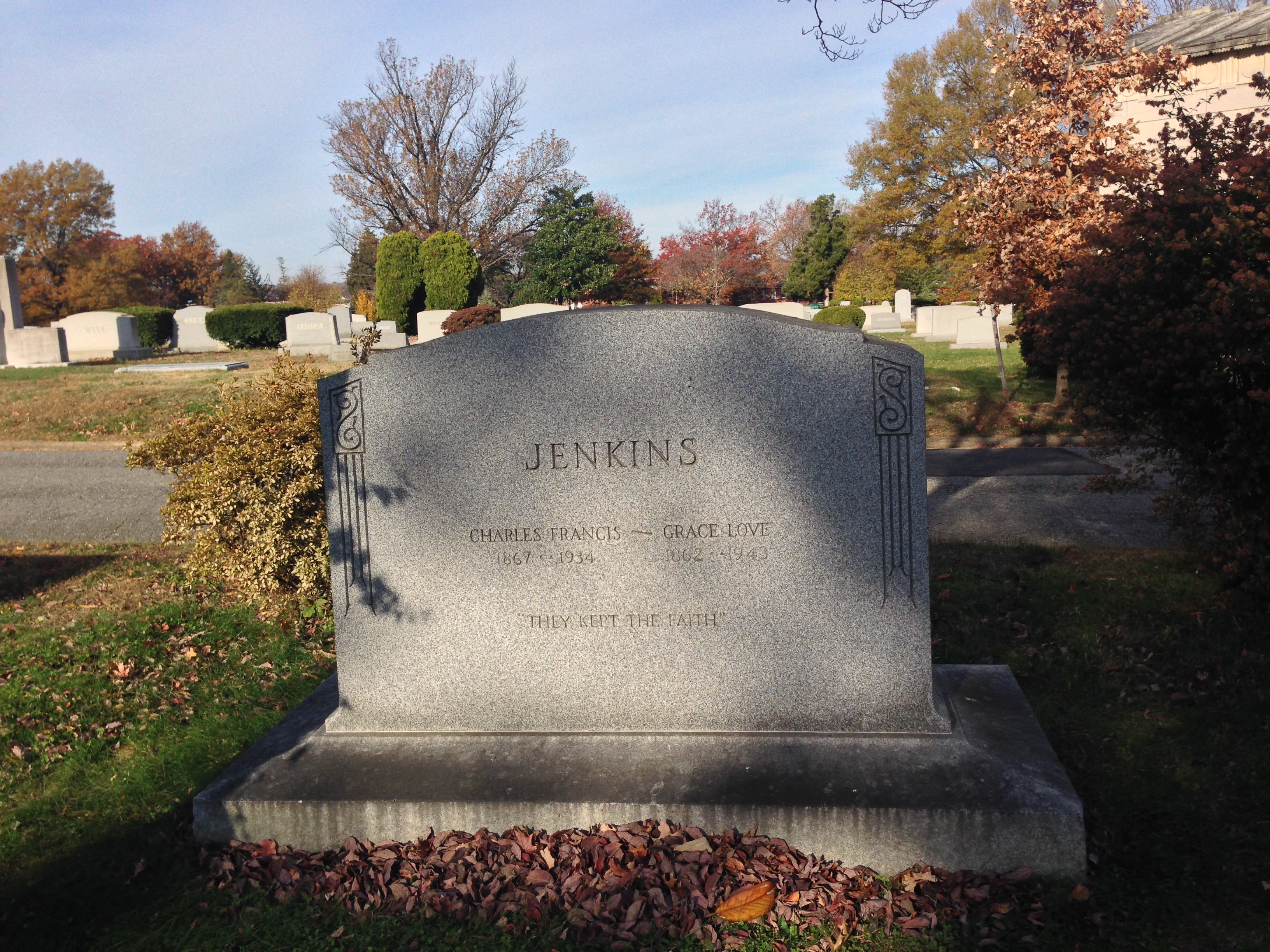
Tomba di Jenkins nel cimitero di Rock Creek a Washington

Jenkins ha sposato Grace Love, la figlia e discendente di una vecchia famiglia Maryland fondata, nel 1902. La signora Love era la sorella del sviluppatore L.E. Breuninger. Nel mese di marzo 1932, Jenkins Television Corporation è stata liquidata, e le sue attività sono state acquisite da Lee DeForest Radio Corporation. In pochi mesi, l'azienda DeForest è fallita, e le attività sono stati acquistati dalla RCA, che si è fermato tutto il lavoro della televisione. Jenkins scrisse diversi libri tra cui Vision By Radio, Radio Photographs, Radio Photograms e The Boyhood of an Inventor, così come molti articoli che si è concentrato sulle sue invenzioni, che sono stati pubblicati in una varietà di riviste nazionali. Ha fondato la Society of Motion Picture Engineers (SMPTE ora) e ha ricevuto una laurea d'onore dalla Earlham College, Richmond, Indiana. Jenkins è morto il 6 giugno 1934 a Washington nei pressi di casa sua.

## Premi
Jenkins è stato assegnato il prestigioso Elliott Cresson, Medaglia d'oro per il suo successo scientifico nel 1897 e la medaglia Scott nel 1913 dal Franklin Institute Science Museum &-Philadelphia.
È stato il fondatore e primo presidente della Society of Motion Picture and Television Engineers (SMPTE).
Ha ricevuto il Premio Emmy d'onore per i suoi contributi nel settore televisivo.
Jenkins è stato inserito nella National Inventors Hall of Fame nel 2011.